# 3. Liga 2019/2020
Säsongen 2019/2020 är den tolfte i raden som 3. Liga och är den tredje högsta ligan i det tyska ligasystemet 2019/2020. Nya lag den här säsongen är Chemnitzer FC, FC Viktoria Köln, SV Waldhof Mannheim och Bayern München II (som alla blev uppflyttade från Regionalliga 2018-2019) och FC Ingolstadt, 1. FC Magdeburg och MSV Duisburg flyttades ner till 3. Liga från 2. Bundesliga 2018/2019.

## Lag
Totalt 20 lag spelar i 3. Liga säsongen 2019/2020.
| Klubb                   | Ort            | Förbundsland           | Arena                        | Kapacitet | Placering 2018/19          |
| ----------------------- | -------------- | ---------------------- | ---------------------------- | --------- | -------------------------- |
| Eintracht Braunschweig  | Brunschweig    | Niedersachsen          | Eintracht-Stadion            | 23.325    | 16:e 3. Liga               |
| Chemnitzer FC           | Chemnitz       | Sachsen                | Stadion an der Gellertstraße | 18.712    | 1:a Regionalliga Nordost   |
| MSV Duisburg            | Duisburg       | Nordrhein-Westfalen    | Schauinsland-Reisen-Arena    | 31.500    | 18:e i 2. Bundesliga       |
| SG Sonnenhof Großaspach | Aspach         | Baden-Würtemberg       | Mechatronik Arena            | 10.000    | 15:e i 3. Liga             |
| Hallescher FC           | Halle          | Sachsen-Anhalt         | Erdgas Sportpark             | 15.057    | 4:a i 3. Liga              |
| FC Ingolstadt 04        | Ingolstadt     | Bayern                 | Audi Sportpark               | 15.000    | 16:e i 2. Bundesliga       |
| FC Carl Zeiss Jena      | Jena           | Thüringen              | Ernst-Abbe-Sportfeld         | 12.990    | 14:e i 3. Liga             |
| 1. FC Kaiserslautern    | Kaiserslautern | Rheinland-Pfalz        | Fritz-Walter-Stadion         | 49.780    | 9:a i 3. Liga              |
| FC Viktoria Köln        | Köln           | Nordrhein-Westfalen    | Sportpark-Höhenberg          | 6.214     | 1:a i Regionalliga West    |
| 1. FC Magdeburg         | Magdeburg      | Sachsen-Anhalt         | MDCC-Arena                   | 27.500    | 17:e i 2. Bundesliga       |
| SV Waldhof Mannheim     | Mannheim       | Baden-Würtemberg       | Carl-Benz-Stadion            | 25.667    | 1:a i Regionalliga Südwest |
| SV Meppen               | Meppen         | Niedersachsen          | Hänsch-Arena                 | 16.500    | 13:e i 3. Liga             |
| TSV 1860 München        | München        | Bayern                 | Grünwalder Stadion           | 15.000    | 12:e i 3. Liga             |
| FC Bayern München II    | München        | Bayern                 | Grünwalder Stadion           | 15.000    | 1:a i Regionalliga Bayern  |
| SC Preußen Münster      | Münster        | Nordrhein-Westfalen    | Preußenstadion               | 15.050    | 8:a i 3. Liga              |
| F.C. Hansa Rostock      | Rostock        | Mecklenburg-Vorpommern | Ostseestadion                | 29.000    | 6:a i 3. Liga              |
| KFC Uerdingen 05        | Düsseldorf     | Nordrhein-Westfalen    | Merkur Spiel-Arena           | 54.600    | 11:e i 3. Liga             |
| SpVgg Unterhaching      | Unterhaching   | Bayern                 | Sportpark Unterhaching       | 15.053    | 10:e i 3. Liga             |
| Würzburger Kickers      | Würzburg       | Bayern                 | Flyeralarm Arena             | 14.500    | 5:a i 3. Liga              |
| FSV Zwickau             | Zwickau        | Sachsen                | GGZ-Arena Zwickau            | 10.049    | 7:a i 3. Liga              |